# مجيد شهرياري
مجيد شهرياري (بالفارسية: مجید شهریاری) فيزيائي وعالم فيزياء نووي إيراني يقوم بدور أساسي في إدارة برنامج إيران النووي جنبا إلى جنب مع العالم الآخر فريدون عباسي. اغتيل بواسطة قنبلة لاصقة في 29 نوفمبر 2010.وقامت السلطات الإيرانية باتهام الموساد بعملية اغتياله. دفن جثمانه في مرقد إمامزادة صالح بن موسى الكاظم بطهران.

## حياته
أستاذ الفيزياء في جامعة شهيد بهشتي

## بعد اغتياله
فرضت السلطات الإيرانية المزيد الإجراءات الأمنية على علمائها النوويين في أعقاب اغتيال العالم مجيد شهرياري 
وقد ذكرت وزارة الاستخبارات الإيرانية في بداية أيلول/ديسمبر 2010 أنه تم اعتقال عدة أشخاص بتهمة التورط في مقتل العالم النووي متهمة الاستخبارات الأجنبية بالوقوف وراء عملية الاغتيال تلك.

## وصلات خارجية
- اغتيال العالم الإيراني مجيد شهرياري على اليوتيوب تقرير
- صفحة مجيد شهرياري على موقع موسوعة المعرفة